# John Wall (helgon)
John Wall, född 1620 i Preston, död 22 augusti 1679 i Worcester, var en romersk-katolsk präst. Han vördas som helgon inom Romersk-katolska kyrkan och tillhör Englands och Wales fyrtio martyrer.

## Biografi
John Wall studerade vid det engelska colleget i Douai i norra Frankrike och vid det engelska colleget i Rom. År 1585 hade det i England stiftats en lag som innebar att det var förräderi för en romersk-katolsk präst att återvända till England. Wall prästvigdes 1645 och återvände till England 1648. Wall inträdde i franciskanorden 1651 och kom att verka som präst i tjugotre år i Warwickshire med omnejd.
Läget för Wall förändrades helt i samband med den så kallade påvekonspirationen, uppdiktad 1678 av Titus Oates. Denne påstod att det i katolska kretsar existerade en omfattande konspiration att mörda Karl II och ersätta denne med den katolske Jakob II. Oates lögner förde med sig att en rad katoliker, även präster, greps och rannsakades. Wall greps vid Rushock Court i närheten av Bromsgrove och internerades i Worcester Castle. Den 17 augusti 1679 dömdes Wall till hängning, dragning och fyrdelning och avrättades fem dagar senare, den 22 augusti 1679.

### Webbkällor
- ”Venerable John Wall”. Catholic Encyclopedia. New Advent. http://www.newadvent.org/cathen/15537b.htm. Läst 25 augusti 2018.
- ”San Giovanni Wall, sacerdote e martire”. Santi e Beati. http://www.santiebeati.it/dettaglio/90376. Läst 25 augusti 2018.